# Melanozosteria nigrofasciata
Melanozosteria nigrofasciata är en kackerlacksart som först beskrevs av Shaw 1918.  Melanozosteria nigrofasciata ingår i släktet Melanozosteria och familjen storkackerlackor. Inga underarter finns listade i Catalogue of Life.